# Wer sich selbst erhöhet, der soll erniedriget werden, BWV 47

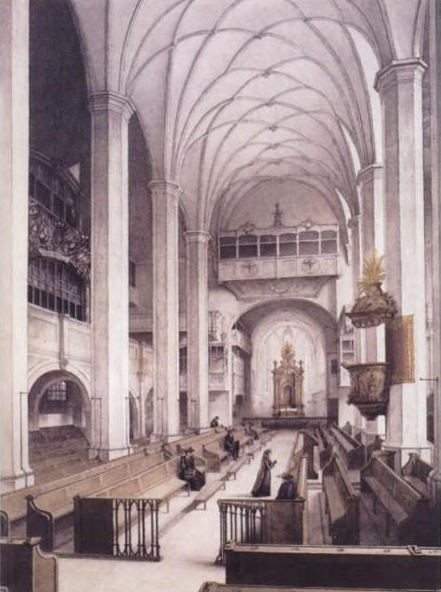
Thomaskirche, Leipzig.

Wer sich selbst erhöhet, der soll erniedriget werden, BWV 47 (Todo el que se ensalza será humillado) es una cantata de iglesia escrita por Johann Sebastian Bach en Leipzig para el decimoséptimo domingo después de la Trinidad y estrenada el 13 de octubre de 1726.

## Historia
Bach compuso esta obra durante su cuarto año como Thomaskantor en Leipzig para el decimoséptimo domingo después de la Trinidad. Forma parte de su tercer ciclo anual de cantatas. La cantata fue interpretada por primera vez el 13 de octubre de 1726.

## Análisis

### Texto
Las lecturas establecidas para ese día eran de la epístola a los efesios, la admonición para mantener la unidad del Espíritu (Efesios 4:1-6), y del evangelio según San Lucas, la curación de un hombre con hidropesía en Sabbath (Lucas 14:1-11).
Johann Friedrich Helbig (1680-1722) era un poeta cortesano en la corte ducal de Sajonia-Eisenach desde 1718. Publicó un ciclo anual de cantatas en 1720, Aufmunterung der Andacht (Estímulo de la devoción), que incluía esta cantata. Es la única de las cantatas de Bach con texto de Helbig. No sabemos si Bach conoció a Helbig a través de esta publicación o bien a través de alguna composición de Georg Philipp Telemann, que puso música a múltiples textos de Helbig en Eisenach. El poeta toma el versículo final del evangelio como punto de partida en el movimiento 1, y después se concentra en la advertencia acerca del orgullo, que conduce a una oración por la humildad. El coral final es la decimoprimera y última estrofa del himno "Warum betrübst du dich, mein Herz", que Bach había utilizado ya en 1723 en su cantata Warum betrübst du dich, mein Herz, BWV 138.

### Instrumentación
La obra está escrita para dos solistas vocales (soprano y bajo) y un coro a cuatro voces; dos oboes, dos violines, viola, órgano y bajo continuo. Se trata de una instrumentación inusualmente rica para un domingo ordinario.

### Estructura
Consta de cinco movimientos.
1. Coro: Wer sich selbst erhöhet, der soll erniedriget werden
2. Aria (soprano): Wer ein wahrer Christ will heißen
3. Recitativo (bajo): Der Mensch ist Kot, Stank, Asch und Erde
4. Aria (bajo): Jesu, beuge doch mein Herze
5. Coral: Der zeitlichen Ehrn will ich gern entbehrn

El coro inicial es el más elaborado de los cinco movimientos. Bach utilizó música de su Preludio para órgano en do menor, BWV 546 para el largo ritornello, transportado a sol menor. Los oboes tocan un motivo, ascendiendo en secuencias, que se convierte en tema vocal de una fuga, ilustrando la soberbia exaltación propia en la primera mitad del texto evangélico. Un contrasujeto se mueve en la dirección opuesta para representar la propia humildad. La fuga concluye con una "síntesis" homofónica. La secuencia de fuga y síntesis se repite. Finalmente, el ritornello completo se repite como un da capo, pero con las voces insertadas adicionalmente diciendo el texto completo una vez más en homofonía.
El aria para soprano fue originalmente acompañada por un órgano obbligato, como lo fue el aria Ich geh und suche mit Verlangen, BWV 49 tres semanas más tarde. En una interpretación posterior de la cantata, Bach asignó la parte obbligato a un violín. El aria da capo representa la humildad en la primera sección, el orgullo de la sección intermedia, con ritmo áspero tanto en la voz como en el obbligato, mientras que el bajo continuo toca el tema de la primera sección para unificar el movimiento. John Eliot Gardiner describe los "duros, obstinados acordes quebrados" como ilustrando la arrogancia. El único recitativo, acompañado por la cuerda, es el movimiento central. Gardiner observa que "la partitura autógrafa de Bach muestra, por ejemplo como cómo afiló el ritmo de la palabra "Teufelsbrut" (prole del diablo) para causar un impacto más abrupto y brutal". La segunda aria está formada por tres partes, pero sin un da capo vocal. El oboe y el violín son compañeros iguales para la voz de bajo en una oración por la humildad. El coral de cierre es un arreglo a cuatro voces que representa la suma humildad.

## Discografía selecta
De esta pieza se han realizado una serie de grabaciones entre las que destacan las siguientes.
- 1965 – J.S. Bach: Cantata BWV 10, 47; Sanctus BWV 241. Paul Steinitz, London Bach Society, English Chamber Orchestra, Sally Le Sage, Neil Howlett (Oryx)
- 1966 – J.S. Bach: Cantata No. 47 / W.A. Mozart: Missa Brevis. Rudolf Barshái, Yurlov Choir, Orquesta de Cámara de Moscú, Galina Pisarenko, Alexander Vedernikov (Melodiya)
- 1974 – J.S. Bach: Das Kantatenwerk Vol. 3. Nikolaus Harnoncourt, Wiener Sängerknaben,  Concentus Musicus Wien, solista del Wiener Sängerknaben, Ruud van der Meer (Teldec)
- 1982 – Die Bach Kantate Vol. 53 BWV 47, 149, 169. Helmuth Rilling, Gächinger Kantorei, Bach-Collegium Stuttgart, Arleen Augér, Philippe Huttenlocher (Hänssler)
- 2000 – Bach Edition Vol. 14: Cantatas Vol. 7. Pieter Jan Leusink, Holland Boys Choir, Netherlands Bach Collegium, Ruth Holton, Bas Ramselaar (Brilliant Classics)
- 2000 – Bach Cantatas Vol. 9. John Eliot Gardiner, Monteverdi Choir, English Baroque Soloists, Katharine Fuge, Stephan Loges (Soli Deo Gloria)
- 2003 – J.S. Bach: Complete Cantatas Vol. 18. Ton Koopman, Amsterdam Baroque Orchestra & Choir, Sandrine Piau, Klaus Mertens (Antoine Marchand)
- 2009 – J.S. Bach: Cantatas for the Complete Liturgical Year Vol. 12 BWV 138, 27, 47, 96. Sigiswald Kuijken, La Petite Bande, Gerlinde Sämann, Petra Noskaiová, Christoph Genz, Jan van der Crabben (Accent)
- 2010 – J.S. Bach: Cantatas Vol. 47 BWV 27, 36, 47. Masaaki Suzuki, Bach Collegium Japan, Hana Blažíková, Peter Kooy (BIS)